# 須賀淳
須賀 淳（すか あつし、1924年9月20日 - 2023年10月21日）は、学校法人須賀学園元理事長。栃木県宇都宮市出身。

## 経歴
須賀学園創設者の須賀栄子（すか えいこ）を祖母を持つ須賀は、1924年9月に誕生し、旧制宇都宮中学（現：栃木県立宇都宮高等学校）から1年浪人し1943年（昭和18年）旧制成城高校へ入学したが学徒出陣で陸軍輜重兵学校に入校しトラックの運転訓練などを受ける。軍隊入隊後に東京大学経済学部の合格通知が届いた。1945年に軍隊の訓練で体を壊し、約1ヶ月間の自宅療養のため宇都宮に帰省中に宇都宮空襲に遭う。7月中旬には軍隊へ戻ったが約1ヶ月後に終戦を迎えた。終戦後は須賀学園校長であった父友正（ともまさ）とともに須賀学園復旧に尽力し、睦町の現在地へ移転を終えてから、1946年（昭和21年）4月より東京大学経済学部に復学した。東京大学を卒業し1949年4月に文部省（現：文部科学省）に入省、文化財課長、教科書課長、初等教育課長を務めたあと退職し須賀学園に戻る。

### 須賀栄子
須賀栄子は生涯独身であり、兄正雄の次男である友正を養子に迎い入れた。須賀が生まれたときは「子供を産まずに孫ができた」と大層喜んだという。須賀栄子は1873年（明治6年）4月18日に群馬県の旧館林藩の士族須賀正直の六女として出生したが生後約1ヶ月の5月19日に母が病死し一時里子に出された。6月11日に常宮昌子内親王および周宮房子内親王の女官をしていた長姉寿賀子が女官を辞めて帰郷し母代わりになった。1875年（明治8年）に父正直が逝去し、その後、寿賀子が栃木県尋常中学校（現栃木県立宇都宮高等学校）の教員採用のため須賀家は一家で宇都宮に移住した。寿賀子は武士の家に生まれ、宮中に使えていたこともあり、特に厳しくしつけられた。栄子の教育の原点は長姉から学んだことが大きかった。

### 文部省時代
最初に配属されたのは初等中等教育局財務課で、学校視察のためほとんどの都道府県を回った。財務課での大きな仕事としては義務教育費の国庫負担制度復活だった。進駐軍により地方交付税交付金として配分されていたが、交付金の使途は各県の自由で教員給与分が土木費に回される恐れがあり、文部省の国庫負担金に戻したいとの考えだった。1956年から2年間は文部大臣秘書官に任命され灘尾弘吉や松永東などに仕えた。大臣秘書官は各省の幹部候補生が任命され、秘書官の後は課長や局長となっていくため人間関係を築くには有意義なポストだった。1962年（昭和37年）4月より文化財記念物課長に任命され、奈良市の平城宮跡の保存発掘調査および国による全域買収を手掛けた。1964年（昭和39年）には初等中等教育局教科書課長に任命され、義務教育教科書無償化と教科書広域採択制度導入などに取り組んだ。1966年（昭和41年）初等中等教育局諸島教育課長に任命された。1967年に宇都宮短期大学開学したことにより父友正から、学園に戻るように言われていたこともあり、小学校学習指導要領改訂が文部省での最後の仕事となった。当時の文部大臣はかつて大臣秘書官として仕えた灘尾大臣だった。1968年（昭和43年）7月15日の大臣決済を持って、灘尾大臣に別れの挨拶をし、翌7月16日付で文部省を退職。

### 学校経営
1974年から宇都宮短大付属高校校長に、1982年から2019年まで同学園3代目理事長を務めた。
その後、宇都宮短期大学第2代学長に就任し、2004年3月まで努めた。1999年4月の那須大学（現：宇都宮共和大学）開学により初代学長に就任し、2001年3月まで努めた。

### 音楽振興
栃木県内での音楽振興にも長年尽力し、宇都宮短大学新設したころから県規模での本格的なオーケストラを望む声が高まり、1969年（昭和44年）に増山道保栃木県議員（後に宇都宮市長）の呼びかけもあり、1970年（昭和45年）に栃木県交響楽団創設に参加。初代会長には父の友正が、初代理事長には岩本政蔵が就任した。創設10年目の時に岩本が2代目会長に就任し、新理事長に須賀が就任した。オペラに関しては、従来栃木県民オペラと宇都宮声楽研究会が有り、宇都宮短大学長として関係していたことから、双方の会より会長就任の要請があり、1999年に新・栃木県オペラ協会を設立し初代会長を務めることとなった、2001年にはその功績により、県文化功労者に選ばれ、勲三等瑞宝章受章。

### 音楽以外の活動等
1986年10月1日付で栃木県公安委員に任命。父友正も公安委員を18年間務めたので、親子二代での公安委員となった。

### 死去
2023年10月21日16時35分、宇都宮市松が峰二丁目の自宅で長男の英之や生後10ヶ月のひ孫など家族に囲まれて老衰のため死去した。99歳没。死没日付をもって正五位に叙された。

## 著書
本人執筆
- 須賀淳『須賀学園史料集』須賀学園、2000年11月3日。

別人執筆
- 須賀淳『未来を育む「全人教育」―私の生きた刻』下野新聞社、2012年10月1日。ISBN 978-4882864974。

下野新聞の毎週土曜日掲載の大型企画「私の生きた刻」連載のため、下野新聞記者の杉山演が須賀から約半年間に渡り聞き取りしたものを編集・執筆し2012年（平成24年）4月より新聞掲載。掲載後書籍化を望む声が多かったことから書籍化されたものであり、須賀本人が執筆したものではない。